# 재사용 로켓 실험
재사용 로켓 실험(일본어: 再使用ロケット実験, 영어: Reusable Vehicle Testing), 일명 RVT는 일본 우주항공연구개발기구에서 1998년부터 2003년까지 진행한 계획이다. 이 계획에서 RLV 로켓의 반복 시험발사를 위해 여러 시제기가 제작되었으며, 4기의 우주선이 개발되었다. 시제기의 디자인은 미래의 RLV 계획을 위한 즉시 발사, 고속 회선, 높은 출력, 경량 구조 및 재질등 다양한 기술적 과제들을 고려했다.
재사용 로켓 실험에서는 지상 실험과 비행 실험이 모두 이루어졌으며 비행 실험은 일본 북부 노시로시의 우주과학연구소 실험장에서 진행되었다.
일본 우주항공연구개발기구는 재사용 로켓 실험에서 시연된 기술글을 통해 고고도 RLV 로켓 개발을 추진하고 있다. 100 km 고도까지 100 kg의 중량을 수송할 수 있는 로켓이 계획되고 있다. 이 로켓에는 재사용 로켓 실험을 통해 시연된 엔진과 자세제어 장비 등이 사용된다. 로켓의 개발과 시험발사까지 5년, 비용은 500억 엔이 소요될 것으로 예상되었다. 로켓은 하루에 5회 비행할 수 있다. 2500회 비행 시 평균 발사 비용은 1만 엔으로 예상되어, 현재 수백만 엔이 소요되는 로켓 발사 비용을 크게 줄일 것으로 기대되고 있다.

## 같이 보기
- 간코마루
- 루나 랜더 챌린지
- 블루 오리진
- 스페이스십원
- 아르마딜로 에어로스페이스
- HOPE-X